# Polymarket
Polymarketとは、アメリカの暗号通貨に基づく予測市場であり、ニューヨーク市のマンハッタンに拠点を置いている企業である。2020年に開始され、投資家が様々な将来のイベントに賭博できるプラットフォームを提供しており、経済指標、気象パターン、賞、政治的および立法的な結果などが含まれる。
参加者はブロックチェーンネットワークPolygonを通じてUSDC暗号通貨を入金し、将来特定の結果が発生する可能性を表す株式を取引することができる。
Polymarketは未登録の派生商品取引プラットフォームを運営したとして商品先物取引委員会との和解後の2022年以降、米国の顧客へのアクセスをブロックしている。

## 歴史
2020年にシェイン・コプランによって設立され、Polymarketはユーザーが世界の出来事の結果から利益を得る/損失を被ることができる予測市場である。2022年1月、Polymarketは商品先物取引委員会（CFTC）から140万米ドルの罰金を科され、スワップ執行施設として登録しなかったことを含む規制違反に対して中止命令を受けた。CFTCによると、Polymarketは調査全体を通じて「実質的な協力」を提供し、その結果、同社はより低い罰金を受けたとのことである。
コメントセクション内の攻撃的なコンテンツの増加により、市場のコメントセクションはホルダーのみにコメントをフィルタリングするように変更された。
2022年5月、PolymarketはCFTCの元コミッショナーであるJ・クリストファー・ジャンカルロを諮問委員会の会長に任命した。2024年5月、同社は2つの資金調達ラウンドで7000万米ドルを調達したと発表した。これらのラウンドには、イーサリアムの共同創設者であるヴィタリック・ブテリンと、ピーター・ティールが設立したベンチャーキャピタル企業であるファウンダーズ・ファンドからの投資が含まれていた。
2023年6月、『マザー・ジョーンズ誌』は、潜水艇タイタン号の事故に関するツイートがバイラルになった後、同社に対する関心が高まったと報じた。賭けの前提は、潜水艦が特定の日付までに発見されるかどうかであり、乗客の運命に賭けるものではなかった。Polymarketは潜水艦の賭けの時点で60以上の予測市場を提供しており、グアテマラ大統領選挙の結果、TwitterがMetaを訴える可能性、ロシアが核兵器を使用する可能性などが含まれていた。

### 2024年アメリカ合衆国選挙
2024年、米国選挙の結果はプラットフォーム上で最もアクティブな市場となり、共和党候補のドナルド・トランプと民主党候補のカマラ・ハリスとの間の大統領選挙に33億ドル以上（2024年11月5日現在）が賭けられた。世論調査分析会社『ファイブサーティエイト』の創設者であるネイト・シルバーは、2024年にPolymarketのアドバイザーとなった。2024年9月現在、Polymarketは選挙予測事業を海外で運営しており、国内での運営はCFTCによって規制されるとのことである。
2024年6月27日に開催された2024年アメリカ合衆国大統領討論会の数日後、Polymarketは民主党候補のジョー・バイデンが2024年米国大統領選挙から撤退する確率を70%（20%から上昇）と予測し、彼が正式に撤退を発表する数週間前に予測していた。対照的に、8月5日のPolymarketでは、カマラ・ハリスがペンシルベニア州知事のジョシュ・シャピロを副大統領候補に選ぶ確率が68%、ミネソタ州知事のティム・ウォルズが23%と予測されていた。ハリスは翌日ウォルズを選んだ。
2024年10月7日、Polymarketはドナルド・トランプが2024年選挙に勝利する確率が53.3%に急上昇し、カマラ・ハリスの確率は46.1%に低下したことを示した。Polymarketの2つの競合他社は引き続きハリスの勝利確率を約51%と予測しており、Polymarketも9月を通じてハリスにわずかな優位性を示していた。この日、『ファイブサーティエイト』のシミュレーションモデルはハリスが選挙に勝つ確率を55%と予測し、選挙統計学者のネイト・シルバーは彼のモデルがハリスに54.7%の確率を与えていると述べた。『フォーブス』はPolymarketの乖離に関する理論を報じており、その中には1人または複数の大きな賭けがトランプに対して行われた可能性が含まれており、おそらくイーロン・マスクが2日前にトランプの集会で講演し、以前にPolymarketを宣伝していたことが関係しているとのことである。トランプの急上昇の日、マスクは「カマラは私たちの目の前で崩壊している」と主張するXの投稿を再投稿した。しかし、Polymarketには個々の投資家の金額に上限がないため、1人または少数の賭け手による大きな賭けは、選挙の情勢の実質的な変化を反映していない可能性がある。Polymarketのアドバイザーであるシルバーは、トランプに有利な方向へのシフトは「正当化される以上の大きな振れ幅」であると述べた。Polymarketの競合他社であるプレディクトイットは、以前はカマラ・ハリスを支持していたが、その後トランプの勝利確率が高いことを示していた。
この乖離は2024年10月中旬まで続き、10月18日にはトランプの確率が60%となった。『ウォール・ストリート・ジャーナル』は、市場の動きが約3000万ドルのトランプへの賭けを持つ4人の賭け手によって作り出された蜃気楼かもしれないと報じたが、これらの賭けは必ずしも悪意のあるものではなかった。この4人の賭け手は同様の行動をとっており、少なくとも1人のブロックチェーン分析者は「彼らが同じ実体である強い理由がある」と結論付けた。Polymarketはドナルド・トランプ2024年大統領選挙キャンペーンに有利な影響力キャンペーンのための潜在的な市場操作の調査を開始した。同社は10月24日、4つのアカウントは「広範な取引経験と金融サービスのバックグラウンド」を持つ1人のフランス人トレーダーによって管理されており、市場操作の試みの証拠は見つからなかったと確認した。このトレーダーはトランプの勝利により最終的に8500万ドルを獲得した。

## 法的問題
2024年11月13日、連邦捜査局はコプランの自宅を捜索し、彼の電話を押収した。『ブルームバーグ・ニュース』によると、司法省はPolymarketが米国を拠点とするギャンブラーにウェブサイトで賭けをさせた疑いで調査している。
2024年11月26日、スイスギャンブル監督庁は、ギャンブルとスポーツ賭博の規制に違反する予測市場の議論の余地のある側面のために、Polymarket.comをブロックリストに入れた。
2024年12月2日、フランスの国家ゲーム機関はPolymarket.comを地理的にブロックし、ウェブサイトのゲーム提供がフランスの法律に違反している可能性があると述べた。シンガポールのギャンブル規制庁も同月にウェブサイトへのアクセスをブロックし、違法なギャンブルを提供していると判断された。
2025年2月3日、ベルギーのギャンブル委員会である「Commission des Jeux de Hasard」はこのプラットフォームを国から禁止し、それに接続しようとするすべてのユーザーに、ベルギーでのこのプラットフォームの使用が現在違法であると警告した。